# ボーン・コールド
ボーン・コールドは、ゆでたまごの漫画『キン肉マンII世』に登場する架空の人物。
アニメ版の声優は檜山修之。

## 概要
初登場は、火事場のクソ力修練編「万太郎、"無我の炎"を得る!!」。正義超人専門の殺し屋であるノーリスペクト#3。頭にターバンを巻き、左眼の眼帯にはスコープとなっており、相手の実力も計測可能。ノーリスペクトの中では一番の実力を誇る。作中ではキン肉万太郎の火事場のクソ力修練の相手となるノーリスペクト最後の刺客として登場。性格はクールかつ冷酷。超人レスリングの技術や能力も高く、相手セコンドを混乱させる巧みな話術も見せる。殺しの依頼以外の戦いは受けず、自衛手段のみの戦いしか行わない。
自身を死神がこの世に使わした存在と名乗るが、その正体はかつてキン肉マンやテリーマンと闘って敗れたドクロ星超人・キン骨マンの息子。
登場期間こそ短いものの、そのクールさとビジュアル面から女性ファンの人気の高い超人の1人と数えられたこともある。
キン肉アタルは、超人専門の殺し屋という職業や、背中に指状の飾りがあるデザインなどの共通点から、ボーン・コールドはジ・オメガマンの息子だと思っていたと語っている。また、ジ・オメガマンの顔は骸骨に似ているので、キン骨マンの弟ではないか?とも。

## 経歴

### 生い立ち
地球征服を目論むキン骨マンの息子として生まれたボーン・コールドは、キン肉マンたちに敗れ帰ってきた父に腹いせで折檻されるという幼少時代を送っていた。
彼が5歳の頃、母親は家出し、その後も折檻され続けたボーンは顔に傷を付けられ、ついには身の危険を感じ8歳の頃、家出をする。その後、散々虐待を受け続けたため、思考や根性が捻じ曲がり悪の道へと落ちた。
アニメでは、折檻ではなく打倒キン肉族へのスパルタ教育に耐え切れず家出したとされる。

### ノーリスペクトとして
やがて年月が経ち、悪の道へと落ちたボーン・コールドは正義超人専門の殺し屋となり、依頼を成功させ、多くの超人を殺害し、宇宙を震撼させるほどの悪行超人となった。後にノーリスペクトとしてキン肉星の兵隊の中でも金になる将校だけを狙い152人も惨殺し、数は少ないながらもその実力からハンゾウに恐れられていた。
その後に逮捕され、キン肉星刑務所に収監されていた彼だったが、キン肉万太郎の火事場のクソ力修練のために釈放。沖縄にて待ち受ける。服役中にも舞い込んできた依頼を果たすために日本駐屯超人の1人・ジャイロを殺害。その後、ミンチを人質にとり、首里城公園のシーサーリングで万太郎と対戦。シーサーリングにより万太郎を追い込むが、ミートのアドバイスにより一度は劣勢になる。ボーンはミートにアドバイスを止めるよう、ミンチを痛めつける。代わりにアドバイスしようとするテリー・ザ・キッドとチェック・メイトも失敗し万太郎陣営を再び劣勢に追い込む。そんな中、ミンチにより正体が明かされそうになり、それを恐れたボーンは、シューティング・アローでミンチを殺害。ミンチがミートの父親であることと「ミートをキン肉スグルのもとに送り、さらには万太郎のお目付け役についたこと」から殺しの依頼があったことを明かす。混乱したミートはその場を去り、残された万太郎は窮地に立たされるがそこに現れた父・キン骨マンによりボーンの正体が明かされ、それと同時にキッドとチェックの息が合い始め、万太郎は復活。最後は万太郎の「マッスル・ミレニアム」を受け、敗北。
試合後、傷つきリングから落下したボーンはキン骨マンに助けられ、彼より謝罪の言葉を聞いたことで殺し屋の廃業を決意。改心し、刑務所へ再び収監される。
超人オリンピック ザ・レザレクション編ではケビンマスクに苦戦する万太郎の前に幻覚として現われ、フォーク・ザ・ジャイアントやハンゾウと共に万太郎を激励した。
本編以外では第3回人気投票のほか、連載250回記念の第1回超人コスチューム大賞に登場。その際ターバンの下はスキンヘッドと判明した。
『キン肉マンII世〜オール超人大進撃〜』本編での登場はないが、人気投票結果発表にて登場。9位にランクインしたが、『Vジャンプ』登場に向けて悪行を画策中のためコメントはなかった。

### 主要対戦成績
- ○ジャイロ（バンダナマッチで勝利、その後3Dクラッシュで殺害）[注 1]
- ×キン肉万太郎（マッスル・ミレニアム）

## 得意技
シューティング・アロー
腰にさしている剣を右腕に装着し、左目の眼帯で狙いを定めて発射する。飛ばした腕はワイヤー状の物が付いており素早く回収できる。
ナスティ・ギムレット
肩にかけているショールを下半身に巻きつけて高速で回転させ、ドリルのようにして突進する。
3Dクラッシュ
相手の頭を自身の両膝で挟みつつ、両手で相手の両脚を掴み、相手の体をエビ反りのように思い切りそり腹部を裂く技。アニメでは使用されなかった。
ブレインクール
相手の両腕をチキンウイングの体勢にとらえた状態からの反り投げ。
リバースパワー・ボム
名称は『キン肉マンII世 正義超人への道』より。ツームストーン・パイルドライバーの体勢から、頭のロックをはずし相手の前面をマットに打ちつけるパワーボム。受け身が取り難い。
デスバレー・ボム
相手を担ぎ上げるような格好から頭部をマットに打ちつける技。
シューティング・ラッキーストライク
キン骨マンとのゲームオリジナルのタッグ技。シューティング・アローを放とうとするがキン骨マンに邪魔をされ怒り、キン骨マンをシューティング・アローで攻撃するが余裕で躱し続けられるというもの。結果として敵はその巻き添えとなりダメージを受ける。

## プロフィール
- 分類 - ノーリスペクト
- 出身地 - ドクロ星[4]
- 身長体重 - 204cm 115kg[4]（作中では204cm 147kg[5] ）
- 超人強度 - 150万パワー[4]
- 職業 - 正義超人専門の殺し屋（ヒットマン）

### 異名
- 悪魔の使者[6]
- 超人ヒットマン[1]
- 冷酷なる殺し屋[7]
- 孤高のヒットマン[7]

### 主な肩書き
- ノーリスペクト#3

## コンピュータゲーム
『キン肉マンII世 新世代超人VS伝説超人』など据え置き機でのゲームでは、タッグチームを組むキャラクターによってはゲームオリジナルのチーム名が付けられる。以下にそれを示す。
- ナチュラルボーンキラーズ - キン骨マン
- ノーリスペクツ - ハンゾウ

『キン肉マンII世 新世代超人VS伝説超人』のストーリーモードでは、キン骨マンへの虐待の恨みを晴らすため、タイムスリップ。同時に新旧の正義超人の殺しの依頼を受け、それらを遂行していく。
『キン肉マンII世 超人聖戦史』では時の神の手下として登場。中立または悪行ルートのみ登場する。